# São Barnabé (Almodôvar)
São Barnabé is een plaats (freguesia) in de Portugese gemeente Almodôvar en telt 791 inwoners (2001).